# Aït-Ben-Haddou
Aït-Ben-Haddou (Arabisch: آيت بن حدّو, Berbers: ⴰⵢⵜ ⴱⵏⵃⴰⴷⴷⵓ) is een middeleeuwse, versterkte stad in de Marokkaanse regio Souss-Massa-Daraâ die wereldwijd bekend staat als populaire filmlocatie. De stad werd in 1987 door UNESCO tot werelderfgoed verklaard en trekt jaarlijks tienduizenden toeristen.
De stad op de westoever van de rivier de Asif Ounila is bekend vanwege de schitterende kasba's, die tegen een heuvel aan zijn gebouwd. Deze zijn opgebouwd uit leem en worden samen de ksar genoemd. De kasba's zijn versterkt door muren met hoektorens met daartussen smalle stegen, en hiermee een typisch voorbeeld van Zuid-Marokkaanse architectuur. Helemaal bovenop staat de graanopslag, ook weer binnen een ommuring. Dit was het best verdedigde deel van de ksar.
De stad heeft zo'n 750 inwoners, van wie de meesten tegenwoordig in moderne huizen in een wijk aan de andere kant van de rivier wonen. Daar zijn ook verscheidene 2- en 3-sterren-hotels gevestigd. Er wonen echter nog steeds families binnen de ksar.

## Geschiedenis
De stad werd mogelijk al rond het jaar 750 gesticht door Berbers, onder leiding van ene Ben-Haddou, die ergens binnen de ksar begraven zou liggen. De stad groeide uit tot een knooppunt voor handelsroutes tussen de Sahara en Marrakesh.

## Aït-Ben-Haddou in films
De stad werd als decor gebruikt voor onder meer de volgende films:
- Sodom And Gomorrah (1963)
- Oedipus Rex (1967)
- The Man Who Would Be King (1975)
- The Message (1976)
- Jesus of Nazareth (1977)
- Time Bandits (1981)
- Marco Polo (1982)
- The Jewel of the Nile (1985)
- The Living Daylights (1987)
- The Last Temptation of Christ (1988)
- The Sheltering Sky (1990)
- Kundun (1997)
- The Mummy (1999)
- Gladiator (2000)
- Alexander (2004)
- Kingdom of Heaven (2005)
- Babel (2006)
- One Night with the King (2006)
- Prince of Persia: The Forgotten Sands (2010)
- Son of God (film) (2014)
- Queen of The Desert

De stad was ook decor voor de succesvolle serie Game of Thrones en de Braziliaanse serie O Clone.

## Foto's

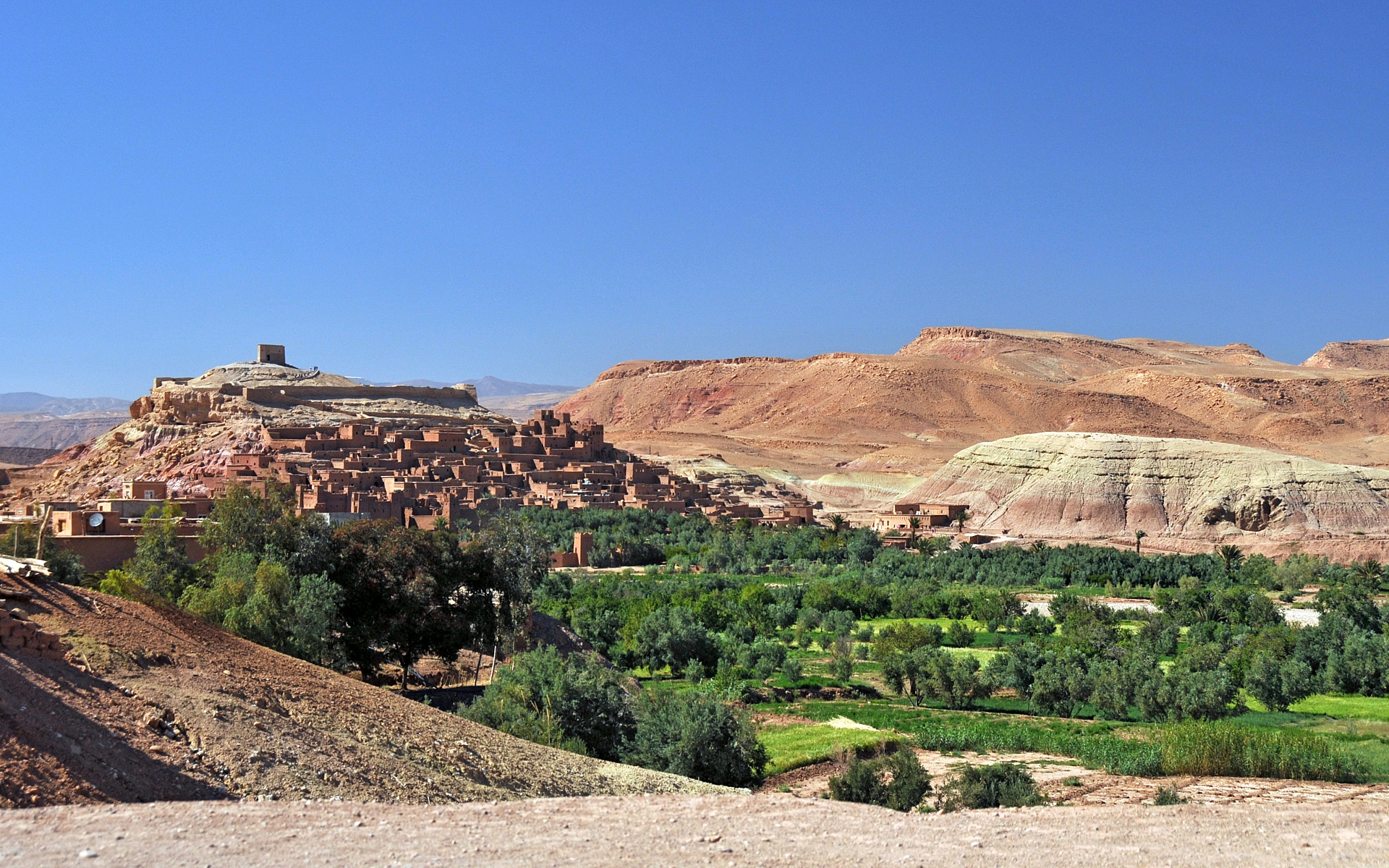
Aït-Ben-Haddou aan de overkant van de rivier
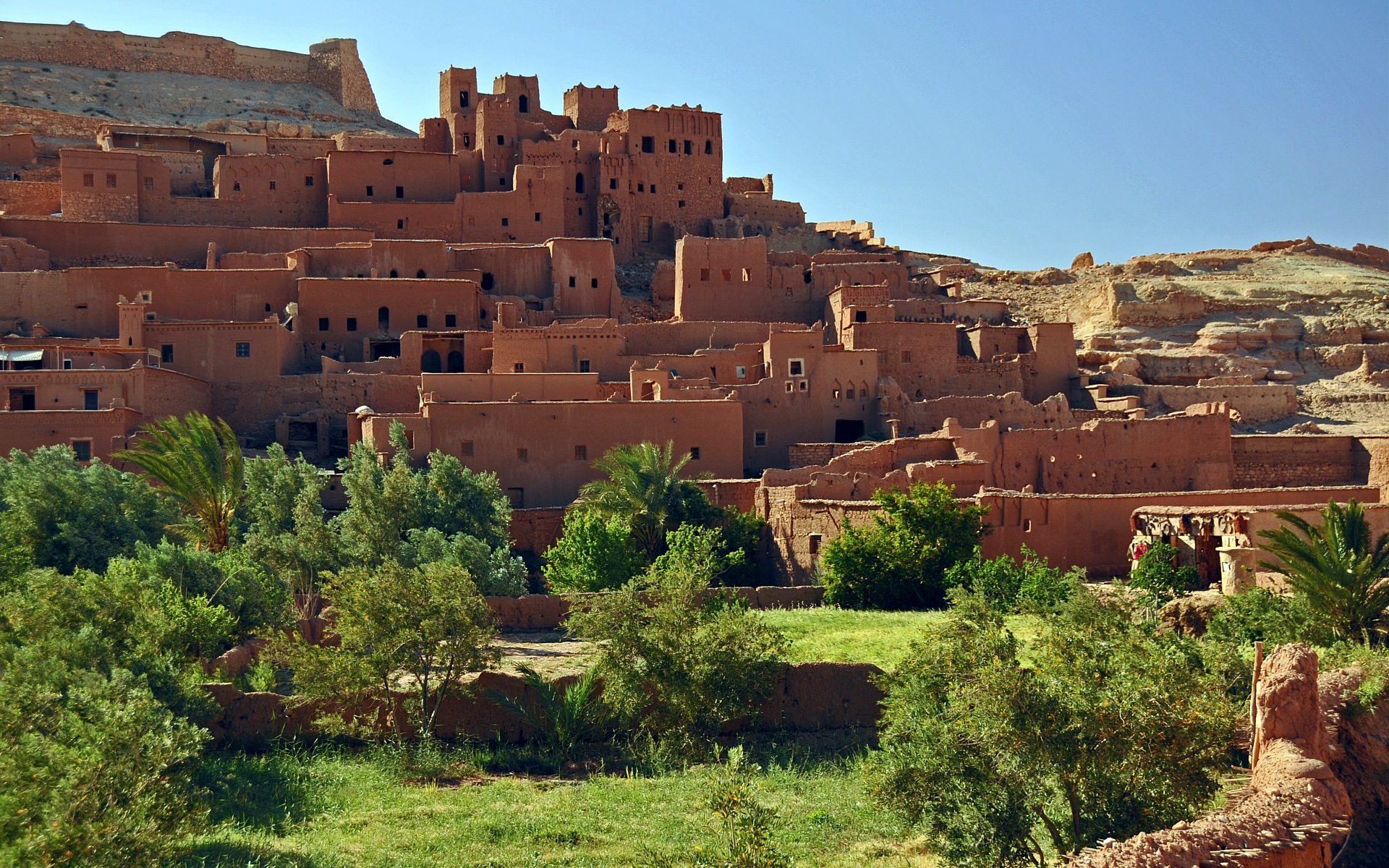
Huizen en tuinen
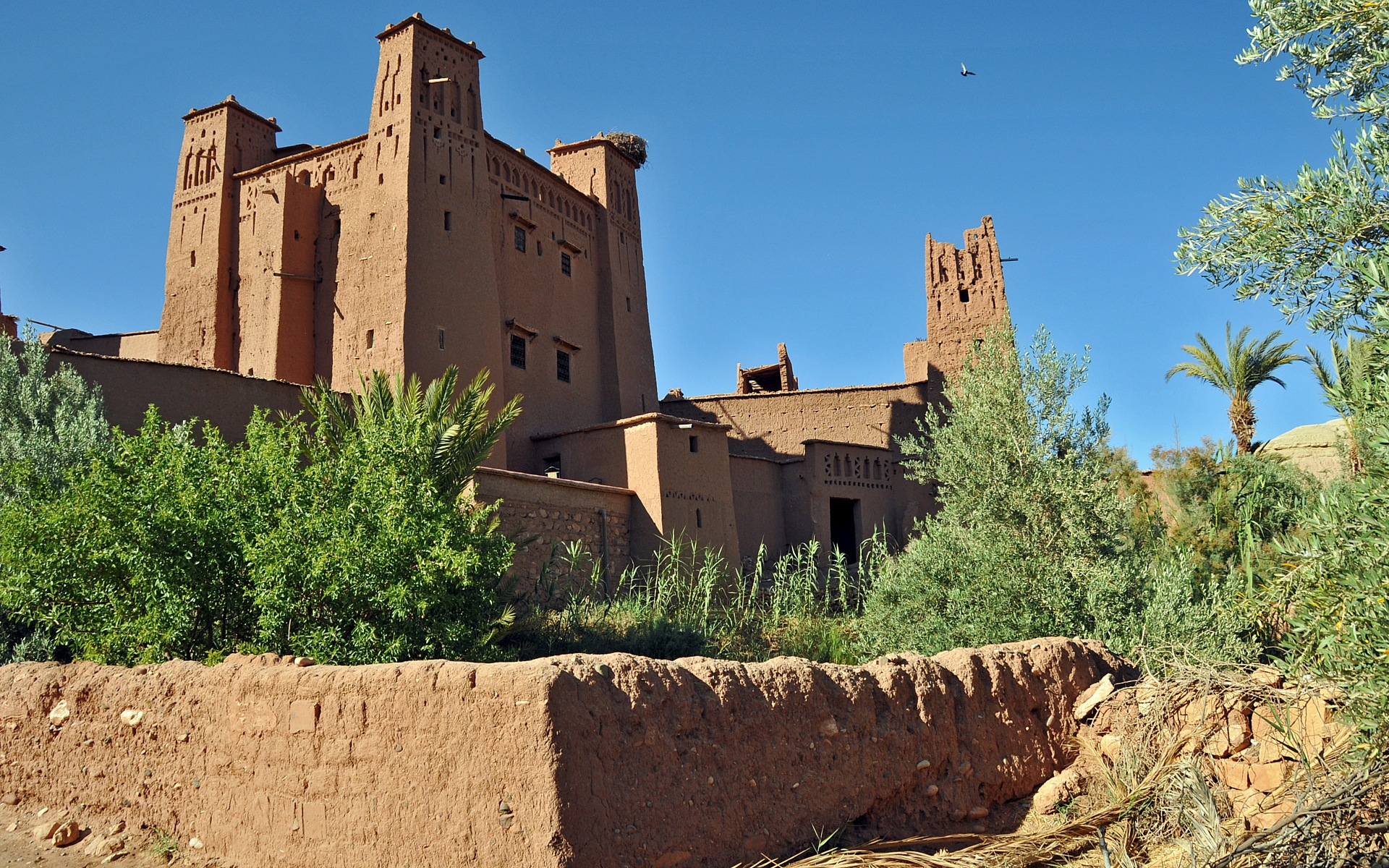
De voornaamste kasba
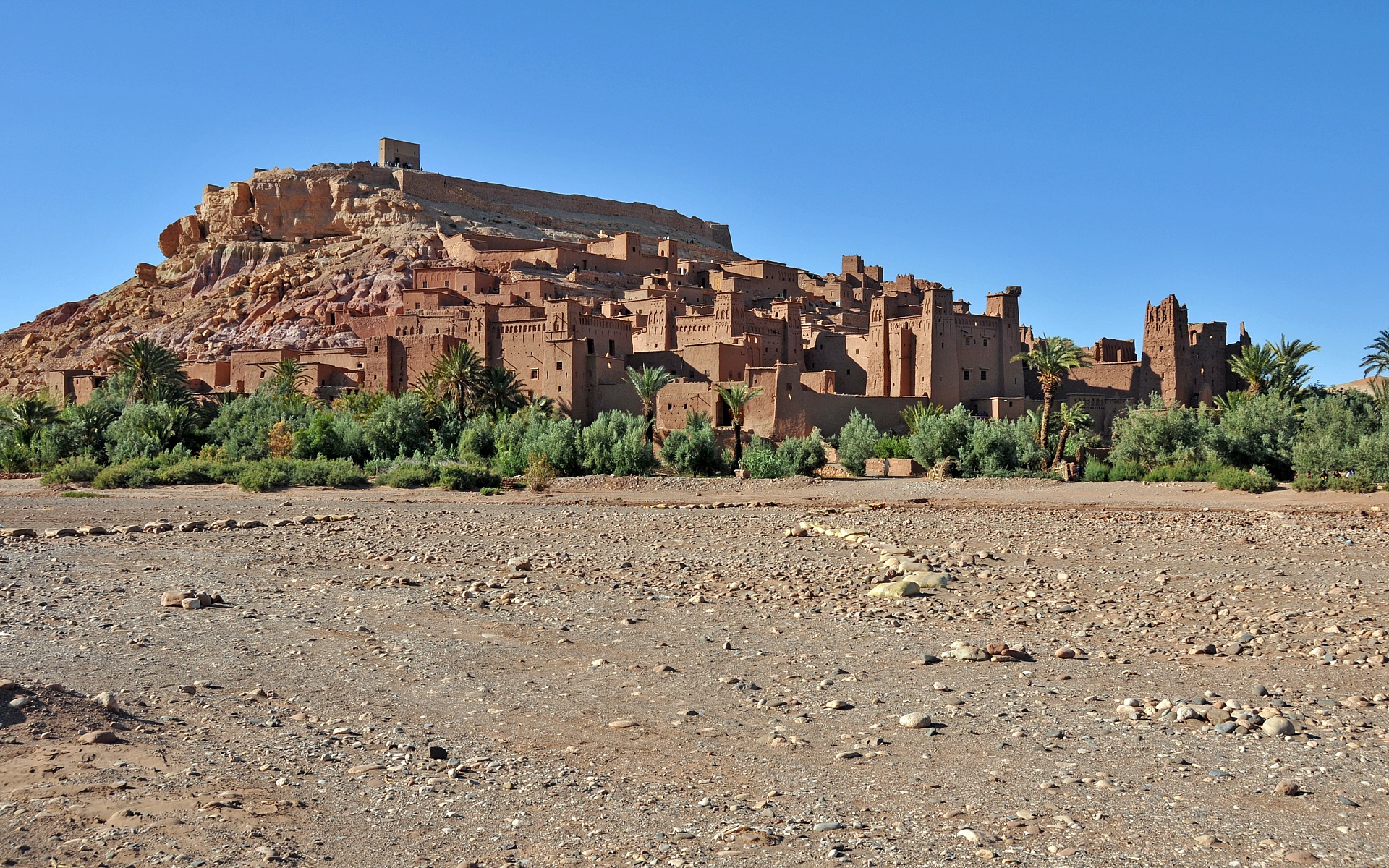
Algemeen zicht vanuit de rivierbedding